# Seth Tuttle
Seth Tuttle (Mason City, 5 september 1992) is een Amerikaans voormalig basketballer en huidig basketbalcoach.

## Carrière
Tuttle speelde  van 2011 tot 2015 collegebasketbal voor de Northern Iowa Panthers. Hij werd niet gekozen in de NBA draft van dat jaar maar speelde wel in de NBA Summer League voor de Miami Heat. Hij tekende daarna bij s.Oliver Baskets in de Duitse competitie. Na een seizoen wisselde hij de Duitse voor de Belgische competitie en tekende bij Limburg United. Na een seizoen maakte hij de overstap naar reeksgenoot Spirou Charleroi, waar hij zijn laatste seizoen als profbasketballer speelde.
In 2018 keerde hij terug naar de Northern Iowa Panthers als graduate assistent. In 2020 werd hij gepromoveerd tot video coordinator en in 2021 tot assistent-coach.

## Erelijst
- Ster van de coaches: 2017
- All-Pro Basketball League Teams: 2018